# Péni
Pour les articles ayant des titres homophones, voir Penny (homonymie) et Peny.
Pour le département, voir Péni (département).
Péni est un village et le chef-lieu du département et la commune rurale de Péni, situé dans la province du Houet et la région des Hauts-Bassins au Burkina Faso.

## Géographie
Péni est localisée à 30 km au sud-ouest de Bobo-Dioulasso au pied de la falaise de Banfora. La commune est traversée par la route nationale 7.

## Économie
L'économie de la commune est en partie liée à la gare de Péni sur la ligne d'Abidjan à Ouagadougou permettant des échanges commerciaux en plus de la proximité avec la RN 7.
Ces éléments, ajouté à sa proximité avec Bobo-Dioulasso, ont conduit au choix de Péni pour la construction par la Société nationale burkinabè d'hydrocarbures (SONABHY), débutée en juin 2015, d'un important dépôt d'hydrocarbures – principalement gazier – sur 30 ha dont l'inauguration a eu lieu le 29 juillet 2017 en présence du chef de l'État Roch Marc Christian Kaboré. Le site permet d'augmenter les capacités nationales en matière de stockage et de distribution pour la deuxième ville du pays et d'envisager des extensions futures, notamment avec le projet d'un pipeline en provenance du Ghana. Le coût du projet a été de 21 milliards de FCFA – pour l'acquisition du terrain, la construction d'une voie d'accès depuis la RN et l'édification du premier réservoir sphérique de 4 000 m3, d'un centre emplisseur et d'une aire de stockage de 3 000 bouteilles –, financés sur fonds propres.

## Éducation et santé
Péni accueille un centre de santé et de promotion sociale (CSPS).